# C. R. Rao
Calyampudi Radhakrishna Rao (Hadagali, 1920. szeptember 10. – Buffalo, 2023. augusztus 22.) indiai-amerikai matematikus, fő kutatási területe a statisztika. Haláláig a Pennsylvaniai Állami Egyetem professzor emeritusa és a University at Buffalo kutatóprofesszora volt.

## Életpályája
Az indiai Karnátaka állambeli Hadagaliban született. Matematikából az MSc szintet az Andhrai Egyetemen szerezte meg, utána statisztikából az MSc szintet a Calcuttai Egyetemen szerezte meg 1943-ban. Az Indiai Statisztikai Intézetben és a Cambridge-i Antropológiai Múzeumban dolgozott, mielőtt megszerezte volna a PhD fokozatát a Cambridge-i Egyetem King’s College-ában 1948-ban. Témája: Statistical Problems of Biological Classifications. Témavezetője Ronald Fisher volt. 1965-ben a matematika tudományok doktora lett szintén Cambridge-ben. Összesen 51 diáknak volt doktori témavezetője.
Legismertebb felfedezései a Rao–Blackwell-tétel és a Cramér–Rao határ, amik segítik a statisztikai becsléseket pontosabbá tenni. Foglalkozott még differenciálgeometriával, analízissel, biometriával stb.